# Chul
Chul là loại sáo phổ biến trong vài cộng đồng dân tộc ở Tây Nguyên, nhất là người Ba Na và người Gia Rai.
Chul là một đoạn nứa dài từ 80 đến 100 cm, đường kính 2 cm, hai đầu thông suốt. Ở giữa thân ống có một lỗ vuông cạnh 1 cm chứa lưỡi gà bằng nứa, gần đấy là một lỗ nhỏ dùng làm lỗ thoát âm. Trên thân sáo chỉ có ba lỗ cho ba nốt cơ bản, nhưng nếu có kỹ thuật điêu luyện, người thổi có thể tạo ra âm vực rộng đến hai quãng tám, nghĩa là từ một nốt cơ bản tăng lên được một nốt đồng âm ở vài quãng tám khác nữa.
Chul là loại sáo dành cho nam giới. Các chàng trai sử dụng sáo này để tỏ tình với các cô gái. Khi phát ra giai điệu trầm, loại sáo này giống như lời tâm sự, còn lúc giai điệu lên cao, âm thanh nghe thanh thoát và trong sáng.